# Euploea priapus
Euploea priapus är en fjärilsart som beskrevs av Butler 1866. Euploea priapus ingår i släktet Euploea och familjen praktfjärilar. Inga underarter finns listade i Catalogue of Life.